# Казнов Федір Васильович
Федір Васильович Казнов (2 травня 1911, село Межі Костромської губернії, тепер Родниковського району Івановської області, Російська Федерація — вересень 1990, дачне поселення Передєлкіно Московської області, Російська Федерація) — радянський державний діяч, голова виконавчого комітету Івановської та Калінінської обласних рад. Депутат Верховної ради Російської РФСР 3-го і 7—8-го скликань. Депутат Верховної ради СРСР 4—6-го скликань.

## Життєпис
Народився в селянській родині.
У лютому 1928 — грудні 1930 року — секретар Межівської сільської ради Костромської губернії.
У грудні 1930 — липні 1931 року — голова Межівської сільської ради Івановської Промислової області.
Член ВКП(б) з 1931 року.
У липні 1931 — листопаді 1932 року — інструктор Родниковського районного організаційного відділу Івановської Промислової області.
У листопаді 1932 — жовтні 1933 року — голова Межівської сільської ради Івановської Промислової області.
У жовтні 1933 — травні 1934 року — в Червоній армії.
У травні — серпні 1934 року — голова Межівської сільської ради Івановської Промислової області.
У серпні 1934 — лютому 1935 року — уповноважений Родниковської районної Спілки споживчих товариств з хлібозакупівель Івановської Промислової області.
У лютому — серпні 1935 року — голова Межівської сільської ради Івановської Промислової області.
У серпні 1935 — травні 1937 року — інструктор Родниковського районного комітету ВКП(б) Івановської області.
У травні — грудні 1937 року — заступник директора Горкинської машинно-тракторної станції (МТС) Родниковського району Івановської області.
У грудні 1937 — травні 1938 року — голова виконавчого комітету Родниковської районної ради депутатів трудящих Івановської області.
У травні 1938 — липні 1939 року — 1-й секретар Родниковського районного комітету ВКП(б) Івановської області.
У липні 1939 — листопаді 1940 року — завідувач сектора радянських профспілкових кадрів, завідувач сектора партійних кадрів, заступник завідувача відділу кадрів Івановського обласного комітету ВКП(б).
У листопаді 1940 — липні 1941 року — начальник Івановського обласного управління трудових ресурсів.
У липні 1941 — жовтні 1942 року — завідувач організаційно-інструкторського відділу Івановського обласного комітету ВКП(б).
У жовтні 1942 — лютому 1945 року — заступник голови иконавчого комітету Івановської обласної ради депутатів трудящих.
У лютому 1945 — грудні 1946 року — слухач Вищої школи партійних організаторів при ЦК ВКП(б).
У грудні 1946 — квітні 1948 року — завідувач сільськогосподарського відділу Івановського обласного комітету ВКП(б).
У квітні 1948 — січні 1951 року — 2-й секретар Івановського обласного комітету ВКП(б).
У 1949 році закінчив заочно Вищу партійну школу при ЦК ВКП(б).
У січні 1951 — листопаді 1955 року — голова виконавчого комітету Івановської обласної ради депутатів трудящих.
У листопаді 1955 — грудні 1956 року — слухач Курсів перепідготовки при ЦК КПРС.
7 грудня 1956 — 19 березня 1957 року — в.о. голови виконавчого комітету Калінінської обласної ради депутатів трудящих. 19 березня 1957 — 17 грудня 1962 року — голова виконавчого комітету Калінінської обласної ради депутатів трудящих.
17 грудня 1962 — 29 грудня 1964 року — голова виконавчого комітету Калінінської сільської обласної ради депутатів трудящих.
29 грудня 1964 — 27 березня 1973 року — голова виконавчого комітету Калінінської обласної ради депутатів трудящих.
З березня 1973 року — персональний пенсіонер.
Помер у вересні 1990 року в дачному поселенні Передєлкіно Московської області.

## Нагороди
- орден Жовтневої Революції (1.05.1971)
- орден Трудового Червоного Прапора (30.04.1966)
- орден «Знак Пошани» (26.05.1961)
- медаль «За трудову доблесть»
- медалі